# 齊紳甲
齊紳甲（？—？），字子樵，号贤舫，吉林省吉林府伊通州（今吉林省梨树县孟家岭镇四台子村）人，清朝官员、同進士出身。

## 生平
光緒十八年（1892年），参加光緒壬辰科殿試，登進士三甲14名。同年五月，著交吏部掣签分发各省，以知县即用後到山西省任知县。赐光禄大夫。晚年退隐，在家设学馆教学。